# Дебреценський університет
Дебреценський університет (угор. Debreceni Egyetem) — найбільший навчальний заклад в Дебрецені і один з провідних університетів в Угорщині.
Роком заснування вважається 1538 рік, коли в Дебрецені був відкритий кальвіністський коледж. Заклад неодноразово трансформувався і реорганізовувався. Перша університетська установа на базі дебреценських вузів сформована в 1912 році (Королівський університет Дебрецена), згодом він був розділений.
В сучасному стані заснований в 2000 році в результаті злиття трьох університетів Дебрецена — сільськогосподарського, медичного і природничо-наукового Університету імені Кошута. Станом на 2010-ті роки університет приймає близько 32 тис. студентів, з них більше 2 тис. — з-за кордону, професорсько-викладацький склад нараховує 1,7 тис. працівників.
Навчальний заклад потрапив у скандал через присвоєння 28 серпня 2017 р. Civis Honoris Causa президенту Росії Володимиру Путіну рішенням 90 % членів Сенату університету. З гострим осудом вручення такої відзнаки виступила посол України в Угорщині

## Відомі випускники та викладачі
- Ендре Аді (1877—1919) — угорський поет, публіцист та громадський діяч.
- Ференц Кельчеї (1790—1838) — угорський письменник.
- Імре Лакатош (1922—1974) — угорсько-британський філософ.
- Жигмонд Моріц (1879—1942) — угорський письменник.
- Альфред Реньї (1921—1970) — угорський математик.
- Магда Сабо (1917—2007) — угорська письменниця.
- Міклош Удварді (1919—1998) — біогеограф, зоолог, орнітолог, еколог.
- Іштван Хатвані (1718—1786) — угорський математик.
- Денеш Ружа (н.1982)  — угорський медіа-художник, лауреат міжнародних конкурсів